# Mount Bonaparte
Mount Bonaparte är ett berg i Antarktis. Det ligger i Östantarktis. Nya Zeeland gör anspråk på området. Toppen på Mount Bonaparte är 3 430 meter över havet, eller 527 meter över den omgivande terrängen. Bredden vid basen är 2,5 km.
Terrängen runt Mount Bonaparte är bergig åt nordost, men åt sydväst är den kuperad. Trakten är obefolkad. Det finns inga samhällen i närheten.